# X³: Reunion
X3: Reunion es un videojuego de simulación de combate y comercio espacial de un jugador desarrollado por Egosoft y publicado por Deep Silver. Es la tercera entrega de la serie X y la secuela de X2: The Threat (2003), que a su vez siguió a X: Más allá de la frontera (1999). X3: Reunion fue lanzado originalmente para Windows en 2005. Posteriormente, el juego fue portado a Mac OS X y Linux.
Egosoft continuó expandiendo y desarrollando el juego desde su lanzamiento, agregando nuevos barcos y equipos, un nuevo tipo de estación, nuevas herramientas modding y una nueva serie de misiones. El nuevo material para el juego, oficial y creado por fanáticos, se publica con frecuencia a través del sitio web oficial de Egosoft.

## Jugabilidad

### Nuevas funciones
X3 utiliza un nuevo motor de gráficos específicamente desarrollado para ofrecer renderizados muy detallados de naves y estaciones, junto con planetas fotorrealistas y una serie de nuevos efectos, que incluyen luces, sombras y reflejos. Gráficamente, Egosoft rediseñó todo desde cero. Las estaciones son reestructuradas, más grandes y más detalladas. Pocos contienen los puertos de acoplamiento internos de los juegos anteriores, en su lugar cuentan con abrazaderas de acoplamiento externas. Los tamaños de los barcos se han rediseñado según una escala lógica. Egosoft se aseguró de que un piloto cabría en su cabina y que un buque de transporte era lo suficientemente grande como para transportar una cantidad determinada de barcos. Como tales, los barcos y las estaciones tienen un tamaño notablemente diferente al de los juegos anteriores.
La HUD también ha sido alterada. Egosoft eliminó los gráficos internos de la cabina que no funcionaban, lo que le dio al jugador una vista del espacio en gran parte sin obstrucciones. Ahora hay marcadores sobre los objetos del juego, como barcos, estaciones y grandes asteroides, y cada objeto se puede seleccionar con un simple clic del mouse, o mediante un teclado o controlador. X3 utiliza una nueva interfaz diseñada para ser más rápida, más fácil de usar y compatible con un controlador de consola. El juego conserva muchos de los mismos teclas de acceso directo de juegos anteriores, pero ahora el mouse también puede utilizarse para funciones que incluyen menú de navegación, selección de objetivos, vuelo y combate.
La economía ha sido rediseñada para ser más sofisticada, con barcos que no son jugadores ahora en competencia directa con el jugador. Se agregaron nuevas herramientas para ayudar al jugador a competir en X-Universe, incluida una nueva forma de vincular fábricas en complejos que pueden ser autosuficiente en diversos grados. También hay nuevos productos de software en el juego que permiten al jugador automatizar operaciones. Además, Egosoft presenta al jugador una serie de nuevas herramientas de secuencias de comandos que alientan a los alfabetización informática a escribir sus propias funciones en el juego. Esto se apoya aún más a través de los scripts de Egosoft y el foro de Modding, donde los jugadores comparten ideas.
Se mejoró el combate AI y se rediseñó el comportamiento del enemigo. Muchos piratas ahora viajan en bandas, a menudo fuertemente armados, lo que los hace mucho más amenazantes que en juegos anteriores. También hay contrabandistas, piratas que permanecen ocultos hasta que se escanea su carga en busca de mercancías de contrabando. Ahora hay misiones piratas disponibles para el jugador, así como una nueva facción pirata, conocida como Yaki. Xenon y Kha'ak siguen siendo los principales antagonistas; ambas razas son completamente hostiles y, a menudo, organizarán invasiones sectoriales a gran escala.

## Sinopsis

### Personajes y ambientación
El juego está ambientado en el año 2935 de la Tierra (año X 765 del Universo X), en un universo (aparentemente) muy alejado del nuestro. El jugador repite el papel de Julian Gardna, también conocido como Julian Brennan, del juego anterior.
Después de su llegada a Argon Prime, Julian es contactado por su viejo amigo Ban Danna del Servicio secreto de Argon]. Danna le informa que el ejército de Argon ha sufrido grandes pérdidas en su guerra con los Kha'ak y le pide a Julian que lo ayude a entrenar a algunos pilotos nuevos. Julian está de acuerdo y pronto se desarrollan una serie de eventos, lo que lleva a Julian a cazar las semillas, antiguos artefactos alienígenas que pueden ser la clave para hacer puertas de salto y permitir una reunión con el planeta perdido Tierra.
Para la trama de X3', Egosoft contrató a un escritor experimentado de juegos y televisión, Andrew S. Walsh.

## Desarrollo
X3: Reunión fue desarrollado por Egosoft y publicado por Deep Silver. Comenzó como el proyecto X2: The Return, la extensión planeada por Egosoft para X2: The Threat. Sin embargo, a medida que avanzaba el proyecto, pronto superó las limitaciones del motor X2. En abril de 2005, Egosoft anunció que X2: The Return fue cancelado y que el juego, utilizando el nuevo motor X3, se convertiría en X3: Reunion. Un mes después, demostraron el poder del "X3 Reality Engine" en la Electronic Entertainment Expo de mayo de 2005 (E3), impresionantes expertos de la industria con renderizaciones en movimiento de alta definición de estaciones espaciales, planetas y otras escenas. X3 fue lanzado más tarde en octubre.

## Lanzamientos
X3: Reunion se lanzó cinco meses después del E3 en la UE el 28 de octubre de 2005 para Windows y el 4 de noviembre en Norteamérica. El juego ha sido más tarde portado a Linux y Mac OS X; Mac OS X para su lanzamiento en agosto 2007; la versión Linux siguió el 5 de diciembre 2008.
El juego también estaba destinado a ser el primer lanzamiento de multiplataforma de Egosoft tanto en Windows como en Xbox. Poco antes del lanzamiento, se confirmó la cancelación de la versión de Xbox.

### Parches y actualizaciones
La versión comercial original de X3: Reunion estuvo plagada de varios errores y problemas, incluido un error que impedía que el jugador completara el juego.
Posteriormente, Egosoft lanzó una serie de parches, primero para resolver problemas y luego para agregar nuevas características, expandiendo el juego. Los parches 1.2 a 1.4 estaban destinados principalmente a eliminar errores, mejorar el rendimiento y resolver problemas de compatibilidad.
Se publicó un manual actualizado para el juego en un archivo PDF en diciembre de 2005. Se puede obtener en la sección de descargas de la página oficial. Con 97 páginas, es 16 páginas más larga que la primera versión. Contiene información sobre los cambios en el parche v1.4 y correcciones de errores en el manual anterior que se envió con el juego.

### Relanzamientos de distribución digital
Tanto X3 como su predecesor X2 estuvieron disponibles a través del sistema Steam entrega de contenido en línea de Valve en julio de 2006, con la StarForce sistema de protección contra copias eliminado. Esta versión llegó al sistema de entrega de contenido en línea gog.com en noviembre de 2015 y está completamente sin DRM.

### Relanzamiento deX3 Reunion 2.0
Egosoft lanzó la versión 2.0.01 de X3: Reunion, incluida la Bala Gi Expansion el 11 de noviembre de 2006. Este contenía muchas naves nuevas, funciones, sectores nuevos y más correcciones de errores. Las misiones de Bala Gi están disponibles para los jugadores que hayan registrado 10 horas de juego, tengan al menos 5 millones de créditos en la cuenta, tengan una buena reputación con los Boron, no sean enemigos de Split o Paranid y posean en menos una estación. Las recompensas incluyen el cuartel general del jugador, el exclusivo prototipo de clase de fragata M7, el Hyperion, y la capacidad de construir la nueva clase M3+ de Heavy Fighters. La disponibilidad de estas misiones no depende de la trama principal y los juegos guardados de versiones anteriores pueden recibir las nuevas misiones y recompensas de misiones.
El juego en sí fue relanzado como un DVD-ROM económico para PC titulado X3 Reunion 2.0. El relanzamiento tiene el parche 2.0 ya aplicado y no contiene ningún rastro de StarForce Copy Protection.

### Puerto Mac OS X
La versión original de X3: Reunion para Mac OS X usaba la tecnología "envoltura" Cider desarrollada por Transgaming. Programación virtual publicó una nueva versión del juego que evitaba a Cider en junio de 2010. El director ejecutivo de programación virtual, Mark Hinton, dijo: "No estábamos contentos con el rendimiento de X3: Reunion al usar Cider, y resultó que muchos de nuestros clientes tampoco lo estaban. Como gesto de buena voluntad, rediseñamos el juego como un puerto nativo que es una actualización gratuita para los clientes existentes. A partir de hoy, los nuevos clientes de X3: Reunion recibirán la versión actualizada del juego".

### Relanzamiento del paquete X-Superbox
El "X Superbox" fue lanzado por Deep Silver y Egosoft en agosto de 2010, e incluye todos los juegos de la serie X.
En el agregador de reseñas GameRankings, tiene una puntuación promedio del 75 % según 39 reseñas. En Metacritic, el juego tiene una puntuación media de 71 sobre 100, según 32 reseñas, lo que indica reseñas mixtas o promedio.

### Parches posteriores
Si bien las revisiones posteriores al lanzamiento criticaron constantemente los numerosos errores y el bajo rendimiento de X3', Egosoft lanzó una serie de parches y un manual abordó estos problemas principalmente. Computer Gaming World Matt Peckham escribió: "Tres parches, ocurrió algo casi milagroso: con el doble de rendimiento y muchos de los errores solucionados, X3 evolucionó a partir de una  Byzantine mezcolanza a un simulador espacial masivamente multiforme realmente accesible. El resultado final: está de vuelta en mi disco duro, esta vez para quedarse".
X3: Reunion fue nombrado alrededor de 2013 como uno de los 1001 videojuegos que debes jugar antes de morir.